# Leigh (Grande Manchester)
Leigh é uma cidade do Distrito Metropolitano de Wigan, na Greater Manchester, Inglaterra. Fica a 10 km sudoeste de Wigan, e 10 km oeste de Manchester.
Historicamente, uma parte de Lancashire, Leigh possui uma 44.122 habitantes de acordo com o censo de 2001.